# Salles-d’Anglès
Salles-d’Angles – miejscowość i gmina we Francji, w regionie Nowa Akwitania, w departamencie Charente.
Według danych na rok 1990 gminę zamieszkiwało 1 225 osób, a gęstość zaludnienia wynosiła 56 osób/km². Wśród 1467 gmin regionu Poitou-Charentes, Salles-d’Angles plasuje się na 237 miejscu pod względem liczby ludności, natomiast pod względem powierzchni na miejscu 338.